# Absolute Let's Dance opus 7
Absolute Let's Dance opus 7, kompilation i serien Absolute Dance udgivet i 1995. 

## Spor
1. Rednex – "Old Pop In An Oak" (Orig. Radio Edit)
2. Basic Element – "The Ride" (Radio Edit)
3. Mr. President – "Up'n Away" (Radio Mix)
4. Maxx – "You Can Get It" (Airplay Mix)
5. Mo.Do – "Super Gut" (Radio Edit)
6. Interactive – "Forever Young" (Radio Edit)
7. M.C. Sar & The Real McCoy – "Another Night" (U.S. Top 40 Airplay Mix)
8. M People – "Sight For Sore Eyes" (Radio Mix)
9. Melodie MC – "Give It Up!" (Radio Edit)
10. Zig+Zag – "Them Girls Them GIRLS (Radio Luv Mix)
11. Magic Affair – "Fire" (Single Version)
12. Reel 2 Real – "Raise Your Hands" (Erick "More" Radio Edit)
13. West Inc. – "I'm Gonna Get You..." (Radio Vers.)
14. Mirah – "I Don't Wanna Wait Anymore" (Absolute Remix)
15. Eternal – "Crazy" (Remix)
16. Centory – "Take It To The Limit" (Radio Version)
17. Double Divine – "Your Loving" (Radio Version)
18. 49ers – "Rockin' My Body" (Birch & Chris Streetched Remix)
19. General Base – "Base Of Love" (Radio Logic Edit)